# کره جنوبی در المپیک تابستانی ۲۰۲۴
کاروان المپیکی کره جنوبی با نام رسمی جمهوری کره، در بازی‌های المپیک تابستانی ۲۰۲۴ به میزبانی پاریس رقابت کرد که از ۲۶ ژوئیه تا ۱۱ اوت ۲۰۲۴ (۵ تا ۲۱ امرداد ۱۴۰۳ خورشیدی) برگزار شد. این نوزدهمین حضور این کشور در بازی‌های المپیک تابستانی بود.

## مدال‌آوران
| مدال | نام | ورزش              | رویداد                      | تاریخ    |
| ---- | --- | ----------------- | --------------------------- | -------- |
| طلا  | اوه سانگ اوک | شمشیربازی         | سابر انفرادی مردان          | ۲۷ ژوئیه |
| طلا  | اوه یه جین | تیراندازی         | تپانچه بادی ۱۰ متر زنان     | ۲۸ ژوئیه |
| طلا  | جون هون یونگ لیم شی هیون نام سو هیون                                                                                      | تیراندازی با کمان | تیمی زنان                   | ۲۸ ژوئیه |
| طلا  | بان هیو جین | تیراندازی         | تفنگ بادی ۱۰ متر زنان       | ۲۹ ژوئیه |
| طلا  | کیم جه-دوک کیم وو جین لی وو سوک                                                                                           | تیراندازی با کمان | تیمی مردان                  | ۲۹ ژوئیه |
| طلا  | اوه سانگ اوک گو بون-گیل پارک سانگ وون دو گیونگ دونگ                                                                       | شمشیربازی         | سابر تیمی مردان             | ۳۱ ژوئیه |
| طلا  | کیم وو جین لیم شی هیون | تیراندازی با کمان | تیمی مختط                   | ۰۲ اوت   |
| طلا  | یانگ جی این | تیراندازی         | تپانچه ۲۵ متر زنان          | ۰۳ اوت   |
| طلا  | لیم شی هیون | تیراندازی با کمان | انفرادی زنان                | ۰۳ اوت   |
| طلا  | کیم وو جین | تیراندازی با کمان | انفرادی مردان               | ۰۴ اوت   |
| طلا  | آن سه یونگ | بدمینتون          | انفرادی زنان                | ۰۵ اوت   |
| طلا  | پارک ته جون | تکواندو           | ۵۸ کیلوگرم مردان            | ۰۷ اوت   |
| طلا  | کیم یو جین | تکواندو           | ۵۷ کیلوگرم زنان             | ۰۸ اوت   |
| نقره | کوم جی هیون پارک ها جون                                                                                                   | تیراندازی         | تفنگ بادی ۱۰ متر مختلط      | ۲۷ ژوئیه |
| نقره | کیم یه جی | تیراندازی         | تپانچه بادی ۱۰ متر زنان     | ۲۸ ژوئیه |
| نقره | هو می می | جودو              | ۵۷ کیلوگرم زنان             | ۲۹ ژوئیه |
| نقره | کیم وون هو جونگ نا اون | بدمینتون          | دونفره مختلط                | ۰۲ اوت   |
| نقره | کیم مین جونگ | جودو              | +۱۰۰ کیلوگرم مردان          | ۰۲ اوت   |
| نقره | نام سو هیون | تیراندازی با کمان | انفرادی زنان                | ۰۳ اوت   |
| نقره | یون جی-سو جون اون هه جون ها یونگ چوی سه بین                                                                               | شمشیربازی         | سابر تیمی زنان              | ۰۳ اوت   |
| نقره | چو یونگ جه | تیراندازی         | تپانچه آتش‌سریع ۲۵ متر مردان | ۵ اوت    |
| نقره | پارک هه جونگ | وزنه‌برداری        | +۸۱ کیلوگرم زنان            | ۱۱ اوت   |
| برنز | کیم وو مین | شنا               | شنای آزاد ۴۰۰ متر مردان     | ۲۷ ژوئیه |
| برنز | لیم جونگ هون شین یو بین                                                                                                   | تنیس روی میز      | دونفره مختلط                | ۳۰ ژوئیه |
| برنز | لی جون هوان | جودو              | ۸۱ کیلوگرم مردان            | ۳۰ ژوئیه |
| برنز | کیم ها یون | جودو              | +۷۸ کیلوگرم زنان            | ۰۲ اوت   |
| برنز | هو می می جونگ یه رین لی هه کیونگ کیم جی سو کیم ها یون یون هیون جی آن باول کیم وون جین هان جو یوپ لی جون هوان کیم مین جونگ | جودو              | تیمی مختلط                  | ۰۳ اوت   |
| برنز | لی وو سوک | تیراندازی با کمان | انفرادی مردان               | ۰۴ اوت   |
| برنز | ایم ئه جی | بوکس              | ۵۴ کیلوگرم زنان             | ۰۴ اوت   |
| برنز | شین یو بین جون جی هی لی اون هه                                                                                            | تنیس روی میز      | تیمی زنان                   | ۱۰ اوت   |
| برنز | لی دا-بین | تکواندو           | +۶۷ کیلوگرم زنان            | ۱۰ اوت   |
| برنز | سونگ سونگ مین | پنج‌گانه مدرن      | زنان                        | ۱۱ اوت   |

| مدال بر پایه ورزش | مدال بر پایه ورزش | مدال بر پایه ورزش | مدال بر پایه ورزش | مدال بر پایه ورزش |
| ----------------- | ----------------- | ----------------- | ----------------- | ----------------- |
| ورزش              | 1                 | 2                 | 3                 | کل                |
| تیراندازی با کمان | ۵                 | ۱                 | ۱                 | ۷                 |
| تیراندازی         | ۳                 | ۳                 | ۰                 | ۶                 |
| شمشیربازی         | ۲                 | ۱                 | ۰                 | ۳                 |
| تکواندو           | ۲                 | ۰                 | ۱                 | ۳                 |
| بدمینتون          | ۱                 | ۱                 | ۰                 | ۲                 |
| جودو              | ۰                 | ۲                 | ۳                 | ۵                 |
| وزنه‌برداری        | ۰                 | ۱                 | ۰                 | ۱                 |
| تنیس روی میز      | ۰                 | ۰                 | ۲                 | ۲                 |
| بوکس              | ۰                 | ۰                 | ۱                 | ۱                 |
| پنج‌گانه مدرن      | ۰                 | ۰                 | ۱                 | ۱                 |
| شنا               | ۰                 | ۰                 | ۱                 | ۱                 |
| کل                | ۱۳                | ۹                 | ۱۰                | ۳۲                |

| مدال بر پایه جنسیت | مدال بر پایه جنسیت | مدال بر پایه جنسیت | مدال بر پایه جنسیت | مدال بر پایه جنسیت | مدال بر پایه جنسیت |
| ------------------ | ------------------ | ------------------ | ------------------ | ------------------ | ------------------ |
| جنسیت              | 1                  | 2                  | 3                  | کل                 | درصد               |
| زن                 | ۷                  | ۵                  | ۵                  | ۱۷                 | ۵۳٫۱٪              |
| مرد                | ۵                  | ۲                  | ۳                  | ۱۰                 | ۳۱٫۳٪              |
| مختلط              | ۱                  | ۲                  | ۲                  | ۵                  | ۱۵٫۶٪              |
| کل                 | ۱۳                 | ۹                  | ۱۰                 | ۳۲                 | ۱۰۰٪               |

| مدال بر پایه تاریخ | مدال بر پایه تاریخ | مدال بر پایه تاریخ | مدال بر پایه تاریخ | مدال بر پایه تاریخ | مدال بر پایه تاریخ |
| ------------------ | ------------------ | ------------------ | ------------------ | ------------------ | ------------------ |
| تاریخ              | 1                  | 2                  | 3                  | کل                 |                    |
| ۲۷ ژوئیه           | ۱                  | ۱                  | ۱                  | ۳                  |                    |
| ۲۸ ژوئیه           | ۲                  | ۱                  | ۰                  | ۳                  |                    |
| ۲۹ ژوئیه           | ۲                  | ۱                  | ۰                  | ۳                  |                    |
| ۳۰ ژوئیه           | ۰                  | ۰                  | ۲                  | ۲                  |                    |
| ۳۱ ژوئیه           | ۱                  | ۰                  | ۰                  | ۱                  |                    |
| ۰۲ اوت             | ۱                  | ۲                  | ۱                  | ۴                  |                    |
| ۰۳ اوت             | ۲                  | ۲                  | ۱                  | ۵                  |                    |
| ۰۴ اوت             | ۱                  | ۰                  | ۲                  | ۳                  |                    |
| ۰۵ اوت             | ۱                  | ۱                  | ۰                  | ۲                  |                    |
| ۰۷ اوت             | ۱                  | ۰                  | ۰                  | ۱                  |                    |
| ۰۸ اوت             | ۱                  | ۰                  | ۰                  | ۱                  |                    |
| ۱۰ اوت             | ۰                  | ۰                  | ۲                  | ۲                  |                    |
| ۱۱ اوت             | ۰                  | ۱                  | ۱                  | ۲                  |                    |
| کل                 | ۱۳                 | ۹                  | ۱۰                 | ۳۲                 |                    |

| مدال‌آوران متعدد | مدال‌آوران متعدد   | مدال‌آوران متعدد | مدال‌آوران متعدد | مدال‌آوران متعدد | مدال‌آوران متعدد | مدال‌آوران متعدد |
| --------------- | ----------------- | --------------- | --------------- | --------------- | --------------- | --------------- |
| نام             | ورزش              | 1               | 2               | 3               | کل              |                 |
| لیم شی هیون     | تیراندازی با کمان | ۳               | ۰               | ۰               | ۳               |                 |
| کیم وو جین      | تیراندازی با کمان | ۳               | ۰               | ۰               | ۳               |                 |
| اوه سانگ اوک    | شمشیربازی         | ۲               | ۰               | ۰               | ۲               |                 |
| نام سو هیون     | تیراندازی با کمان | ۱               | ۱               | ۰               | ۲               |                 |
| لی وو سوک       | تیراندازی با کمان | ۱               | ۰               | ۱               | ۲               |                 |
| هو می می        | جودو              | ۰               | ۱               | ۱               | ۲               |                 |
| کیم مین جونگ    | جودو              | ۰               | ۱               | ۱               | ۲               |                 |
| لی جون هوان     | جودو              | ۰               | ۰               | ۲               | ۲               |                 |
| کیم ها یون      | جودو              | ۰               | ۰               | ۲               | ۲               |                 |
| شین یو بین      | تنیس روی میز      | ۰               | ۰               | ۲               | ۲               |                 |

## شرکت‌کنندگان
در جدول زیر، فهرست تعداد شرکت کنندگان در بازی‌های المپیک تابستانی ۲۰۲۴ آمده است.
| ورزش             | مردان | زنان | کل  |
| ---------------- | ----- | ---- | --- |
| تیراندازی        | ۳     | ۳    | ۶   |
| شنای موزون       | ۰     | ۲    | ۲   |
| دو و میدانی      | ۳     | ۰    | ۳   |
| بدمینتون         | ۴     | ۸    | ۱۲  |
| بوکس             | ۰     | ۲    | ۲   |
| رقص بریک         | ۱     | ۰    | ۱   |
| دوچرخه‌سواری      | ۱     | ۱    | ۲   |
| شیرجه            | ۴     | ۲    | ۶   |
| سوارکاری         | ۱     | ۰    | ۱   |
| شمشیربازی        | ۵     | ۶    | ۱۱  |
| گلف              | ۲     | ۳    | ۵   |
| ژیمناستیک        | ۳     | ۵    | ۸   |
| هندبال           | ۰     | ۱۴   | ۱۴  |
| جودو             | ۵     | ۶    | ۱۱  |
| پنج‌گانه مدرن     | ۲     | ۲    | ۴   |
| قایقرانی بادبانی | ۱     | ۰    | ۱   |
| تیراندازی        | ۶     | ۱۱   | ۱۷  |
| سنگ‌نوردی         | ۲     | ۱    | ۳   |
| شنا              | ۱۲    | ۳    | ۱۵  |
| تنیس روی میز     | ۳     | ۳    | ۶   |
| تکواندو          | ۲     | ۲    | ۴   |
| وزنه‌برداری       | ۳     | ۲    | ۵   |
| کشتی             | ۲     | ۰    | ۲   |
| کل               | ۶۵    | ۷۶   | ۱۴۱ |

## تیراندازی
مردان
| ورزشکار                         | ماده    | دور رده‌بندی | دور رده‌بندی | دور یک ۶۴ ام                 | دور یک ۳۲ ام               | دور یک ۱۶ ام                | دور یک‌هشتم                | دور یک‌چهارم           | نهایی / برنز              | نهایی / برنز |
| ورزشکار                         | ماده    | امتیاز      | Seed        | رقیب امتیاز                  | رقیب امتیاز                | رقیب امتیاز                 | رقیب امتیاز               | رقیب امتیاز           | رقیب امتیاز               | رتبه         |
| ------------------------------- | ------- | ----------- | ----------- | ---------------------------- | -------------------------- | --------------------------- | ------------------------- | --------------------- | ------------------------- | ------------ |
| کیم جه-دوک                      | انفرادی | ۶۸۲         | ۲           | روکس (RSA) · پیروزی ۶–۰      | موسولسی (ITA) · پیروزی ۶–۴ | آرکیلا (COL) · پیروزی ۶–۴   | الیسون (USA) · شکست ۰–۶   | پیشروی نکرد           | پیشروی نکرد               | پیشروی نکرد  |
| کیم وو جین                      | انفرادی | ۶۸۶         | ۱           | مادایه (CHA) · پیروزی ۶–۰    | لین (TPE) · پیروزی ۶–۰     | د آلمیدا (BRA) · پیروزی ۷–۱ | گازوز (TUR) · پیروزی ۶–۴  | لی (KOR) · پیروزی ۶–۵ | الیسون (USA) · پیروزی ۶–۵ | 1            |
| لی وو سوک                       | انفرادی | ۶۸۱         | ۵           | بوکووالاس (AUS) · پیروزی ۶–۰ | پائولی (ITA) · پیروزی ۶–۰  | یان (CHN) · پیروزی ۶–۲      | نسپولی (ITA) · پیروزی ۶–۴ | جین (KOR) · شکست ۵–۶  | اونرو (GER) · پیروزی ۶–۰  | 3            |
| کیم جه-دوک کیم وو جین لی وو سوک | تیمی    | ۲۰۴۹        | ۱           | —                            | —                          | استراحت                     | ژاپن · پیروزی ۶–۰         | چین · پیروزی ۵–۱      | فرانسه · پیروزی ۵–۱       | 1            |

زنان
| ورزشکار                              | ماده    | دور رده‌بندی | دور رده‌بندی | دور یک ۶۴ ام              | دور یک ۳۲ ام                 | دور یک ۱۶ ام                   | دور یک‌هشتم                 | دور یک‌چهارم                | نهایی / برنز             | نهایی / برنز |
| ورزشکار                              | ماده    | امتیاز      | Seed        | رقیب امتیاز               | رقیب امتیاز                  | رقیب امتیاز                    | رقیب امتیاز                | رقیب امتیاز                | رقیب امتیاز              | رتبه         |
| ------------------------------------ | ------- | ----------- | ----------- | ------------------------- | ---------------------------- | ------------------------------ | -------------------------- | -------------------------- | ------------------------ | ------------ |
| جون هون یونگ                         | انفرادی | ۶۶۴         | ۱۳          | Healey (GBR) · پیروزی ۶–۲ | شوارتس (GER) · پیروزی ۷–۱    | لی (TPE) · پیروزی ۶–۴          | Gökkır (TUR) · پیروزی ۶–۲  | Lim (KOR) · پیروزی ۴–۶     | بربولان (FRA) · شکست ۴–۶ | ۴            |
| لیم شی هیون                          | انفرادی | ۶۹۴ WR      | ۱           | Rivera (PUR) · پیروزی ۶–۰ | Octavia (INA) · پیروزی ۶–۰   | Havers (GBR) · W 7–1           | والنسیا (MEX) · پیروزی ۶–۴ | جون (KOR) · پیروزی ۶–۴     | نام (KOR) · پیروزی ۷–۳   | 1            |
| نام سو هیون                          | انفرادی | ۶۸۸         | ۲           | علی (EGY) · پیروزی ۷–۱    | هاراچکووا (CZE) · پیروزی ۷–۳ | آمایستروآیی (ROU) · پیروزی ۶–۲ | کوماری (IND) · پیروزی ۶–۴  | بربولان (FRA) · پیروزی ۶–۰ | لیم (KOR) · شکست ۳–۷     | 2            |
| جون هون یونگ لیم شی هیون نام سو هیون | تیمی    | ۲۰۴۶ ر.ک    | ۱           | —                         | —                            | استراحت                        | چین تایپه · پیروزی ۶–۲     | هلند · پیروزی ۵–۴          | چین · پیروزی ۵–۴         | 1            |

مختلط
| ورزشکار                | ماده | دور رده‌بندی | دور رده‌بندی | یک ۱۶ ام               | یک‌هشتم               | نیمه‌نهایی        | نهایی / برنز       | نهایی / برنز |
| ورزشکار                | ماده | امتیاز      | Seed        | رقیب امتیاز            | رقیب امتیاز          | رقیب امتیاز      | رقیب امتیاز        | رده          |
| ---------------------- | ---- | ----------- | ----------- | ---------------------- | -------------------- | ---------------- | ------------------ | ------------ |
| کیم وو جین لیم شی هیون | تیمی | ۱۳۸۰ ر.ک    | ۱ Q         | چین تایپه · پیروزی ۵–۴ | ایتالیا · پیروزی ۶–۲ | هند · پیروزی ۶–۲ | آلمان · پیروزی ۶–۰ | 1            |